# Unreal (série de televisão)
Unreal (estilizada como UnREAL) é uma série de televisão estadunidense exibida pelo canal Lifetime desde 1 de junho de 2015. É estrelada por Shiri Appleby como uma jovem produtora de reality show, empurrada por seu chefe inescrupuloso (Constance Zimmer) para engolir sua integridade e fazer qualquer coisa para encher o conteúdo de um show picante. A série foi criada por Marti Noxon e Sarah Gertrude Shapiro, e foi inspirado pelo premiado curta-metragem independente de Shapiro, Sequin Raze.
A primeira temporada de Unreal recebeu críticas favoráveis, e foi escolhida para uma segunda temporada em julho de 2015. A segunda temporada estreou em 6 de junho de 2016.  Em 2 de junho de 2016, a série foi renovada para uma terceira temporada, que estreou em 27 de fevereiro de 2018. Em 28 de julho de 2017, foi anunciado que Unreal foi renovado por uma quarta temporada encurtada de oito episódios. A quarta temporada completou a produção em janeiro de 2018 antes da terceira temporada ter sido ao ar. Em 22 de maio de 2018, foi relatado que a quarta temporada seria a primeira a ser veiculada no serviço de streaming Hulu antes de ser transmitida pela Lifetime. Em 16 de julho de 2018, o Hulu confirmou o cancelamento após o lançamento da quarta temporada.

## Enredo
A produtora de televisão Rachel Goldberg retorna para a nova temporada de Everlasting, um programa popular de namoro, depois de um colapso épico na temporada anterior. Com uma reputação para reconstruir e com a exigente produtora executiva, Quinn Rei, respirando no seu pescoço, Rachel deve puxar todas as cordas para fazer o que ela faz de melhor: manipular os competidores para criar o drama ultrajante que os telespectadores de Everlasting esperam.

## Elenco

### Principal

#### Equipe técnica
- Shiri Appleby como Rachel Goldberg
- Constance Zimmer como Quinn King
- Craig Bierko como Chet Wilton
- Freddie Stroma como Adam Cromwell
- Jeffrey Bowyer-Chapman como Jay Carter
- Josh Kelly como Jeremy Carver
- Genevieve Buechner como Madison
- Brennan Elliott como Graham
- Aline Elasmar como Shia
- Michael Rady como Coleman Wasserman
- Francois Arnaud como Tommy Castelli

#### Pretendentes
- Freddie Stroma como Adam Cromwell
- B.J. Britt como Darius Beck
- Caitlin FitzGerald como Serena Wolcott

#### Concorrentes
- Johanna Braddy como Anna Martin
- Nathalie Kelley como Grace
- Ashley Scott como Mary Newhouse
- Breeda Wool como Faith Duluth
- Monica Barbaro como Yael/"Rachel Gostosa"
- Denée Benton como Ruby Carter
- Kim Matula como Tiffany James
- Meagan Tandy como Chantal
- Bart Edwards como Jasper Hunt
- Alex Hernandez como Owen Boyd
- Adam Demos como August Walker
- Alex Sparrow como Alexi Petrov
- Natalie Hall como Candy Coco
- Meagan Holder como Noelle Jackson
- Alejandro Munoz como Rodrigo

### Recorrente
- Amy Hill como Dr. Wagerstein
- Martin Cummins como Brad
- Mimi Kuzyk como Dr. Olive Goldberg
- Donavon Stinson como Dan
- Christopher Cousins como Gary Taylor
- Tracie Thoms como Fiona Berlin
- Tom Brittney como Roger Lockwood
- Natasha Wilson como Maya

#### 1.ª  temporada
- Arielle Kebbel como Britney
- Siobhan Williams como Lizzie
- Christie Laing como Shamiqua
- J. R. Bourne como Bill DeYoung
- Stephanie Bennett como Pepper
- Sonya Salomaa como Cynthia Wilton
- Graeme McComb como Sam
- Andrea Brooks como Tanya
- Natasha Burnett como Athena

#### 2.ª  temporada
- Ioan Gruffudd como John Booth
- Karissa Tynes como Jameson
- Lindsay Musil como Beth Ann
- Monique Ganderton como Brandi
- Elizabeth Whitmere como Dominique
- Jessica Sipos como Hayley
- Sunita Prasad como London
- Gentry White como Romeo Beck

#### 3.ª  temporada
- Brandon Jay McLaren como Dr. Simon
- Melvin Gregg como Zach Taylor
- Terry Chen como Guy Moretti
- Marcus Rosner como Warren Johnson
- Chelsea Hobbs como Charlie
- Kassandra Clementi como Crystal
- Tyler Hynes como Billy Byrd
- Cameron Bancroft como Preston Palmer
- Joe Abraham como Norman
- Jaime Callica como Xavier Chopin

#### 4.ª  temporada
- Christopher Russell como Jack
- Meghan Heffern como Sofia
- Alli Chung como Skye
- Karis Cameron como Naomi
- Samantha Cole como Emily
- Greg Delmage como Luke
- Maxwell Yip como Joe

## Episódios

### Resumo
| Temporada | Temporada | Episódios | Episódios | Originalmente exibido   | Originalmente exibido | Originalmente exibido |
| Temporada | Temporada | Episódios | Episódios | Estreia da temporada    | Final da temporada    | Emissora              |
| --------- | --------- | --------- | --------- | ----------------------- | --------------------- | --------------------- |
|           | 1         | 10        | 10        | 1 de junho de 2015      | 3 de agosto de 2015   | Lifetime              |
|           | 2         | 10        | 10        | 6 de junho de 2016      | 8 de agosto de 2016   | Lifetime              |
|           | 3         | 10        | 10        | 26 de fevereiro de 2018 | 23 de abril de 2018   | Lifetime              |
|           | 4         | 8         | 8         | 16 de julho de 2018     | 16 de julho de 2018   | Hulu                  |

### 1.ª temporada (2015)
| N.º | Título     | Dirigido por   | Escrito por                            | Exibição original   |
| --- | ---------- | -------------- | -------------------------------------- | ------------------- |
| 1   | "Return"   | Peter O'Fallon | Marti Noxon & Sarah Gertrude Shapiro   | 1 de junho de 2015  |
| 2   | "Relapse"  | David Solomon  | Elizabeth Benjamin                     | 8 de junho de 2015  |
| 3   | "Mother"   | Uta Briesewitz | David Weinstein                        | 15 de junho de 2015 |
| 4   | "Wife"     | Uta Briesewitz | Ariana Jackson                         | 22 de junho de 2015 |
| 5   | "Truth"    | Peter Werner   | Sarah Gertrude Shapiro                 | 29 de junho de 2015 |
| 6   | "Fly"      | Peter Werner   | Alex Metcalf                           | 6 de julho de 2015  |
| 7   | "Savior"   | Lev L. Spiro   | Jordan Hawley                          | 13 de julho de 2015 |
| 8   | "Two"      | Lev L. Spiro   | Elizabeth Benjamin & Alex Metcalf      | 20 de julho de 2015 |
| 9   | "Princess" | Peter O'Fallon | Stacy Rukeyser                         | 27 de julho de 2015 |
| 10  | "Future"   | Peter O'Fallon | Sarah Gertrude Shapiro & Jordan Hawley | 3 de agosto de 2015 |

### 2.ª temporada (2016)
| N.º | Título          | Dirigido por           | Escrito por                                                                     | Exibição original   |
| --- | --------------- | ---------------------- | ------------------------------------------------------------------------------- | ------------------- |
| 1   | "War"           | Peter O'Fallon         | História: Sarah Gertrude Shapiro Teleplay: Marti Noxon & Sarah Gertrude Shapiro | 6 de junho de 2016  |
| 2   | "Insurgent"     | Peter O'Fallon         | Stacy Rukeyser                                                                  | 13 de junho de 2016 |
| 3   | "Guerrilla"     | Adam Kane              | Alex Metcalf                                                                    | 20 de junho de 2016 |
| 4   | "Treason"       | Adam Kane              | Janine Nabers                                                                   | 27 de junho de 2016 |
| 5   | "Infiltration"  | Janice Cooke           | Alex Taub                                                                       | 4 de julho de 2016  |
| 6   | "Casualty"      | Shiri Appleby          | Vince Calandra                                                                  | 11 de julho de 2016 |
| 7   | "Ambush"        | Sarah Gertrude Shapiro | Ariana Jackson                                                                  | 18 de julho de 2016 |
| 8   | "Fugitive"      | Nzingha Stewart        | Alex Metcalf & Stacy Rukeyser                                                   | 25 de julho de 2016 |
| 9   | "Espionage"     | Peter O'Fallon         | Ariana Jackson & Carol Barbee                                                   | 1 de agosto de 2016 |
| 10  | "Friendly Fire" | Peter O'Fallon         | Alex Metcalf & Stacy Rukeyser                                                   | 8 de agosto de 2016 |

### 3.ª temporada (2018)
| N.º | Título         | Dirigido por           | Escrito por                             | Exibição original       |
| --- | -------------- | ---------------------- | --------------------------------------- | ----------------------- |
| 1   | "Oath"         | Peter O'Fallon         | Sarah Gertrude Shapiro & Stacy Rukeyser | 26 de fevereiro de 2018 |
| 2   | "Shield"       | Peter O'Fallon         | Jordan Hawley                           | 5 de março de 2018      |
| 3   | "Clarity"      | Sheree Folkson         | Lisa Albert                             | 12 de março de 2018     |
| 4   | "Confront"     | Shiri Appleby          | David M. Israel                         | 19 de março de 2018     |
| 5   | "Gestalt"      | Peter O'Fallon         | Sarah Gertrude Shapiro                  | 26 de março de 2018     |
| 6   | "Transference" | David Solomon          | David Branson Smith                     | 2 de abril de 2018      |
| 7   | "Projection"   | Hanelle Culpepper      | Freddy Gaitan & Ashley Sims             | 9 de abril de 2018      |
| 8   | "Recurrent"    | Constance Zimmer       | Alex Metcalf                            | 16 de abril de 2018     |
| 9   | "Codependence" | Sarah Gertrude Shapiro | Ariana Jackson                          | 23 de abril de 2018     |
| 10  | "Commitment"   | Peter O'Fallon         | Stacy Rukeyser                          | 23 de abril de 2018     |

### 4.ª temporada (2018)
| N.º | Título         | Dirigido por      | Escrito por                             | Exibição original   |
| --- | -------------- | ----------------- | --------------------------------------- | ------------------- |
| 1   | "All In"       | Peter O'Fallon    | David M. Israel & Stacy Rukeyser        | 16 de julho de 2018 |
| 2   | "Double Down"  | Peter O'Fallon    | Jordan Hawley                           | 16 de julho de 2018 |
| 3   | "Wild Card"    | Shiri Appleby     | Maria Maggenti                          | 16 de julho de 2018 |
| 4   | "Cold Call"    | Anna Mastro       | Mark Driscoll                           | 16 de julho de 2018 |
| 5   | "No Limit"     | Constance Zimmer  | David M. Israel                         | 16 de julho de 2018 |
| 6   | "Tilt"         | Victor Nelli Jr.  | Ashley Sims                             | 16 de julho de 2018 |
| 7   | "Bluff"        | Jessica Borsiczky | Ariana Jackson                          | 16 de julho de 2018 |
| 8   | "Sudden Death" | Shiri Appleby     | Sarah Gertrude Shapiro & Stacy Rukeyser | 16 de julho de 2018 |

## Produção
Em 30 de julho de 2013, Lifetime colocou um fim-piloto sobre Unreal, inspirado no curta-metragem independente Sequin Raze por Sarah Gertrude Shapiro. O piloto foi escrito por Marti Noxon e Shapiro, e dirigido por Peter O'Fallon.
Em 6 de fevereiro de 2014, Lifetime ordenou oficialmente a primeira temporada de dez episódios para a série e anunciou que será lançado no ano de 2015. Em março de 2015, a data de estréia foi anunciado como 1 de junho de 2015.
Em 6 de julho de 2015, a série foi renovada para uma segunda temporada de dez episódios que estreou em 2016. A segunda temporada continuou a apresentar o show fictício, Everlasting, com Quinn e Rachel retornando como personagens principais.

## Recepção da crítica
A primeira temporada de Unreal recebeu críticas geralmente favoráveis. Merrill Barr da Forbes chamou-a de "um dos melhores novos espetáculos do verão porque abraça a insanidade que ele apresenta na tela". Dalene Rovenstine, da Entertainment Weekly, escreveu: "Se você ama o bacharelado, vai gostar de Unreal. Se você odeia o bacharelado, vai gostar do Unreal". Jon Caramanica, do The New York Times, chamou Unreal de "amargo e inexoravelmente triste" e "um estudo próximo e às vezes frustrante de mulheres que estão derrubando outras mulheres". Em dezembro de 2015, Jeff Jensen da Entertainment Weekly nomeou Unreal como um dos seus "10 Melhores Novos Shows de 2015".
O site de agregadores de revisão Rotten Tomatoes lista um índice de aprovação de 98%, com base em 41 avaliações, com uma média de classificação de 8,4/10. O consenso do site afirma: "UnREAL é revelador e instigante usa o reality show como um trampolim adequadamente absorvente para absorver o drama." No Metacritic, a série tem uma pontuação de 78 em 100, indicando "revisões geralmente favoráveis."
Em maio de 2015, Unreal foi um dos cinco homenageados na categoria Série estreante mais emocionante no 5º Critics 'Choice Television Awards.

## Websérie
Em 21 de janeiro de 2016, foi anunciado que o Lifetime estava desenvolvendo um spin-off centrado em Faith, com Breeda Wool reprisando seu papel na série de TV. A série de 10 episódios intitulada The Faith Diaries estreou em 13 de abril de 2016.

## Prêmios e indicações
| Ano  | Premiação                         | Categoria                                    | Indicado                                            | Resultado | Ref.   |
| ---- | --------------------------------- | -------------------------------------------- | --------------------------------------------------- | --------- | ------ |
| 2015 | Critics' Choice Television Awards | A mais excitante nova série                  | UnREAL                                              | Venceu    |        |
| 2015 | American Film Institute Awards    | 10 melhores programas de TV do ano           | UnREAL                                              | Venceu    |        |
| 2016 | Critics' Choice Television Awards | Melhor série dramática                       | UnREAL                                              | Indicado  | [ 19 ] |
| 2016 | Critics' Choice Television Awards | Melhor atriz em série dramática              | Shiri Appleby                                       | Indicado  | [ 19 ] |
| 2016 | Critics' Choice Television Awards | Melhor Atriz Coadjuvante em Série Dramática  | Constance Zimmer                                    | Venceu    | [ 19 ] |
| 2016 | Peabody Awards                    | Entretenimento e programação infantil        | UnREAL                                              | Venceu    | [ 20 ] |
| 2016 | TCA Awards                        | Programa do ano                              | UnREAL                                              | Indicado  | [ 21 ] |
| 2016 | TCA Awards                        | Realização Notável em Drama                  | UnREAL                                              | Indicado  | [ 21 ] |
| 2016 | TCA Awards                        | Excelente novo programa                      | UnREAL                                              | Indicado  | [ 21 ] |
| 2016 | Primetime Emmy Awards             | Melhor Atriz Coadjuvante em Série Dramática  | Constance Zimmer (por "Mother")                     | Indicado  | [ 22 ] |
| 2016 | Primetime Emmy Awards             | Escrita excepcional para uma série dramática | Marti Noxon e Sarah Gertrude Shapiro (por "Return") | Indicado  | [ 22 ] |
| 2016 | Critics' Choice Television Awards | Melhor Atriz Coadjuvante em Série Dramática  | Constance Zimmer                                    | Indicado  |        |